# Max Gradel
Max-Alain Gradel, född 30 november 1987 i Abidjan, Elfenbenskusten, är en ivoriansk fotbollsspelare som spelar för Gaziantep FK. Han spelar också för Elfenbenskustens landslag.

## Karriär
Gradel debuterade för Bournemouth i Premier League den 8 augusti 2015 i en 1–0-förlust mot Aston Villa, där han byttes in i den 69:e minuten mot Marc Pugh. Den 17 augusti 2017 lånades Gradel ut till Toulouse över resten av säsongen 2017/2018. Gradel debuterade för Toulouse den 20 augusti 2017 i en 6–2-förlust mot Paris Saint-Germain. I juni 2018 blev det en övergång till Toulouse för Gradel.
I augusti 2020 värvades Gradel av turkiska Sivasspor.